# Степанов, Сергей Александрович (спортсмен)
Серге́й Алекса́ндрович Степа́нов (27 июля 1968, Уфа, СССР) — Председатель Комитета по физической культуре и спорту Администрации городского округа город Уфа, скалолаз, Мастер спорта России (1995), член сборной команды России (1995—2001).

## Государственная деятельность
- С марта по декабрь 2005 — председатель комитета по физической культуре и спорту Администрации муниципального образования Кировский район города Уфы
- С января 2006 по 2009 — председатель комитета по физической культуре и спорту Администрации Кировского района городского округа город Уфа.
- С 2009 по январь 2021 — председатель комитета по физической культуре и спорту Администрации городского округа город Уфа.

## Общественная деятельность
- 1996—1998 гг. — главный организатор строительства тренажёрного комплекса «Искусственная скала» в Уфе на базе Школы высшего спортивного мастерства республики Башкортостан.
- 1998—2001 гг. — Председатель Федерации скалолазания республики Башкортостан
- 2000 г. — координатор проведения этапа Кубка России по скалолазанию и чемпионата России по скалолазанию в виде боулдеринг в Уфе.
- 2001 г. — председатель оргкомитета и координатор проведения чемпионата России по скалолазанию в Уфе.
- 2001—2005 гг. — член Президиума Федерации скалолазания России.
- 2002 г. — координатор проведения чемпионата России по скалолазанию в Уфе.
- 2003 г. — координатор проведения этапа Кубка России по скалолазанию в Уфе.
- 2004 г. — координатор проведения этапа Кубка России по скалолазанию в Уфе.
- 2005 г. — координатор проведения этапа Кубка России по скалолазанию в Уфе.

## Работа
- 2000—2005 гг. — Старший тренер отделения скалолазания в СДЮСШОР № 11 г. Уфы.

## Спортивные достижения
- 1981 г. — входит в клуб альпинизма и скалолазания Спортивный клуб Салавата Юлаева (СКСЮ).
- 1982 г. — первый поход в горах западного Тянь-Шаня с уфимским клубом «Норд».
- 1983 г. — входит в клуб альпинизма и скалолазания при УАИ «Буревестник», совершает первые восхождения на Памире (альплагерь «Варзоб»).
- 1984 г. — восхождение на Кавказе на высшую точку Европы — Эльбрус (5642 метра).
- 1987 г. — получает спортивное звание Кандидат в Мастера спорта России по скалолазанию (заняв 1—е место на Открытом чемпионате Свердловской области по скалолазанию в виде боулдеринг).
- 1994 г. — участник Кубка мира в Москве.
- 1995 г. — 2 место в лазании на скорость в Кубке России на естественном рельефе в Карелии; присвоение звания Мастер спорта России, 3 место в лазании на скорость в Чемпионате России среди военнослужащих; участник Кубка мира в Москве.
- 1996 г. — 9 место в лазании на скорость на этапе Кубка Мира в г. Екатеринбург.
- 1998 г. — 2 место в лазании на трудность и 2 место в лазании на скорость в Чемпионате России на естественном рельефе в Карелии.
- 1999 г. — 3 место в лазании на трудность в Чемпионате Европы среди военных и полицейских в г. Имст (Австрия); участник Кубка мира в виде боулдеринг в г. Гренобль (Франция).
- 2000 г. — Чемпион России в лазании на трудность, на скорость и в виде боулдеринг на естественном рельефе в Карелии.
- 2001 г. — 3 место в лазании на трудность в Кубке России в г. Красноярск; 3 место в лазании на трудность, 3 место в лазании на скорость и 3 место в многоборье в Чемпионате России на естественном рельефе в Карелии; участник Чемпионата мира в виде боулдеринг в г. Винтертур (Швейцария) — на этом завершил профессиональную карьеру.
- 2002 г. — 1 место в паре с сыном Александром в международном турнире «Family Rock» в г. Арко (Италия)

## Награды и звания
- 1995 г. — Мастер спорта России
- 1999—2001 гг. — Диплом Федерации скалолазания России за подготовку Чемпиона России Салавата Рахметова
- 2000 г. — Диплом Государственного комитета спорта республики Башкортостан за подготовку выдающегося спортсмена республики Башкортостан Салавата Рахметова.
- 2003 г. — Почётный знак Министерства по физической культуре, спорту и туризму республики Башкортостан «Лучший работник физической культуры и спорта республики Башкортостан»

## Семья
- 1989 г. — женился на Фёдоровой Любови Александровне
- 1990 г. — родился сын Александр
- 1993 г. — родилась дочь Наталия

## Образование
- В 1984 году окончил среднюю общеобразовательную школу № 8 г. Уфы.
- В 2003 году окончил учёбу в Уфимском филиале Уральской государственной академии физической культуры (УралГАФК (УФ))

## Военная служба
- В 1987—1989 гг. Сергей Степанов проходит срочную службу в рядах Вооружённых сил СССР (Радио-технические войска ПВО) (войсковая часть 52020) на полуострове Камчатка.
- Член СКА войсковой части 77210 Приволжско—уральского военного округа (Военно—воздушные силы).
- Воинское звание — сержант запаса